# يوسف الشهابي
يوسف الشهابي (1748-1790) هو خامس أمراء جبل لبنان من آل شهاب، الذين حكموا المنطقة من سنة 1697 حتى 1842. حكم يوسف الشهابي في الفترة بين 1770 و1789.

## نشأته
هو ابن الأمير ملحم الشهابي رابع أمراء آل شهاب، ومن نسل أمير المعنيين فخر الدين المعني الثاني. كان حيدر الشهابي مسلمًا سنيًا، ووالدته تنتمي إلى الدروز، بسبب هذه العلاقة مع الدروز كان بمثابة زعيمًا بارزًا لعشائر الدروز في جبل لبنان. وعمومًا فإن ديانة أمراء آل شهاب تُعتبر لغزًا محيرًا عند المؤرخين، حيث لم يستطع أحد إثبات شيء. فاعتنق البعض من الشهابيين المسيحية دينًا، ومما هو متوافق عليه من أسباب تحولهم، هو التأثير الذي خضعوا له من قبل مربيهم ومستشاريهم المسيحيين منذ طفولتهم، وعيشهم في جبل لبنان ذي الأغلبية المسيحية المارونية والدرزية، فشكلت كل هذه العناصر برودا لعلاقتهم مع دين آبائهم وأجدادهم أي الإسلام